# Franco Binotto
Franco Binotto (Montebelluna, 18 luglio 1970) è un ex cestista e allenatore di pallacanestro italiano.

## Carriera
Ha militato per sette stagioni consecutive, dal 1988 al 1995, nelle file della Reyer Venezia Mestre. Nel 1994/95 ha disputato la sua migliore annata dal punto di vista statistico, realizzando 23,1 a partita in Serie A2, tirando col 47,5% da due, 34,2% da tre e con l'85,2% ai liberi. Il 9 febbraio 1995, nella sfida esterna vinta 81-91 a Fabriano, Binotto ha realizzato il suo career high, mettendo a referto 50 punti in 38 minuti, con 48 di valutazione. Successivamente ha giocato anche a Cantù, alla Viola RC (dov'è stato compagno di squadra di Manu Ginóbili), a Napoli, chiudendo la carriera nei campionati professionistici a Ferrara in Legadue.
Successivamente ha continuato a giocare per altri 8 anni tra Siena, Napoli e Jesolo San Donà in Serie B, per poi chiudere la carriera in Serie C a Montebelluna, sua città natale.
Terminata la carriera di giocatore, ha intrapreso quella di allenatore. Dalla stagione 2014-15 allena la prima squadra di Valdobbiadene, squadra militante nel campionato di Promozione della provincia di Treviso, di cui fanno parte giocatori come Marco "Caste" Castellan (Presidente dell'Antica Sagra del Rosario di Caerano di San Marco), Gigi Stramare, Stefano Prosdocimo e Francesco Buziol.